# Д’Ориола, Кристиан
 Кристиан д’Ориола (фр. Christian d'Oriola; 3 октября 1928, Перпиньян — 29 октября 2007, Ним) — французский фехтовальщик на рапирах, четырёхкратный олимпийский чемпион (выигрывал «золото» на трех Играх подряд), 8-кратный чемпион мира. В 2001 году Международной федерацией фехтования был признан «Лучшим фехтовальщиком XX века». Кавалер ордена Почётного легиона. Муж Катерины Дельбар.
Кристиан д’Ориола был левшой.

## Биография

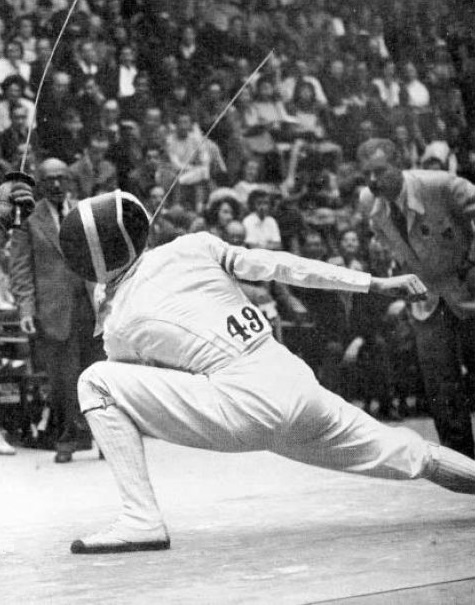
На Олимпийских играх в Лондоне (1948)

Кристиан д’Ориола впервые стал чемпионом мира в 1947 году в Лиссабоне, выиграв золотые награды, как в личном, так и в командном первенстве рапиристов. На Олимпийские игры 1948 года в Лондоне отправляется в 19-летнем возрасте и, дойдя до финала в личном первенстве, проигрывает своему соотечественнику Жеану Бюану, которого впоследствии считал своим учителем. Однако на Играх 1948 года Кристиан д’Ориола все же становится олимпийским чемпионом в составе сборной Франции, победившей в финале командного первенства итальянцев. Через год после Олимпиады Кристиан вновь становится чемпионом мира и в личном, и в командном первенстве. На Олимпийские игры в Хельсинки 1952 года французский спортсмен едет в ранге фаворита и оправдывает ожидания, выигрывая две очередные олимпийские золотые награды. В финальном поединке личного первенства французом был повержен будущий 6-кратный олимпийский чемпион итальянец Эдоардо Манджаротти. В 1953 и 1954 годах на двух чемпионатах мира к ряду д’Ориола вновь становится сильнейшим рапиристом мира в личном первенстве. Олимпийские игры 1956 года в Мельбурне приносят спортсмену 4-ю золотую награду в личном первенстве, а также серебряную в составе сборной Франции. После Игр серьёзных успехов в большом спорте спортсмен не сыскал, сказывались проблемы со здоровьем, однако в 1970 году сорокадвухлетний Кристиан д’Ориола в очередной раз стал чемпионом Франции по фехтованию в составе команды саблистов.
С 1971 года был женат на фехтовальщице-рапиристке Катрин Дельбар (1925-2025). 
Скончался спортсмен в 2007 году в возрасте 79 лет.

## Награды и признание
- Офицер ордена Почётного легиона (16 апреля 1995 года)[7].
- Кавалер ордена Почётного легиона (21 февраля 1971 года)[7].
- В 1953 году Почта Франции выпустила марку в честь спортсмена.